# Stade Ghazi
Le stade Ghazi (en pachto : غازی لوبغالی, et en dari : ورزشگاه غازى) est un stade multifonctionnel et le stade national d'Afghanistan, situé à Kaboul.

## Histoire
Construit et inauguré en 1923, il peut accueillir jusqu'à 31 000 spectateurs. Il est appelé « ghazi » (héros) en l'honneur d'Amanoullâh Shâh, padshah d'Afghanistan de 1919 à 1929, considéré comme un héros après que l'Afghanistan a retrouvé son indépendance lors du traité de Rawalpindi, à l'issue de la Troisième guerre anglo-afghane.
Il a été restauré et ouvert à nouveau au public le 15 décembre 2011, à l'occasion d'une compétition d'athlétisme. Le premier match international joué au stade Ghazi est un match de football opposant l'Afghanistan à l'Iran, le 1er janvier 1941, qui s'est soldé par un match nul et vierge (0-0). Pendant les années 1990, le stade a été utilisé par le gouvernement taliban pour les exécutions capitales et d'autres châtiments spectaculaires (amputation, flagellation, etc.).